# فیلم آینده ریک رومن وو
فیلم آینده و بدون نام ریک رومن وا (به انگلیسی: Untitled Ric Roman Waugh film) با بازی جیسون استاتهام در سبک فیلم اکشن و دلهره‌آور آماده نمایش در سال ۲۰۲۶.

## ساخت
در فوریه ۲۰۲۵، فیلمبرداری اصلی در بریتانیا و ایرلند برای یک فیلم اکشن دلهره‌آور بدون عنوان به کارگردانی ریک رومن وو و نویسندگی وارد پری آغاز شد. جیسون استاتهام، بودی رای بریتنچ، بیل نای، نائومی آکی و دنیل میز به بازیگران پیوستند. فیلمبرداری در ماه مارس ۲۰۲۵ تمام شد.